# Scytalopus stilesi
El churrín de Stiles o tapaculo de Stiles (Scytalopus stilesi), es una especie de ave paseriforme perteneciente al numeroso género Scytalopus de la familia Rhinocryptidae. Es endémico de Colombia.

## Distribución y hábitat
Se distribuye en ambas pendientes de la mitad norteña de los Andes centrales (Antioquia, Caldas y Risaralda), en Colombia.
Es bastante común, pero local, en el sotobosque de bosques montanos y sus bordes, principalmente entre los 1420 y los 2130 m s. n. m. de altitud.